# Шість світів
Шість світів (Вайлі rigs drug gi skye gnas), також «шість лок», «шість реальностей», «шість шляхів» — в буддизмі шість можливих перероджень в сансарі. Шість світів називають «шістьма шляхами перероджень», «шістьма шляхами страждань», «шістьма рівнями», «шістьма нижчими реальностями».
Виділяються наступні шість світів (від вищого до нижчого):
1. Світ девів (небесні істоти) — девалока[джерело?];
2. Світ асурів (демонів і/або напівбогів);
3. Світ людей;
4. Світ тварин;
5. Світ претів — голодних духів;
6. Світ пекла (адських істот (нараків));

## Огляд
Перші три шляхи відомі як «три доброзичливі долі» (kuśalagati), де істоти відчувають різний ступінь чесноти, задоволення та болю. Останні три шляхи називаються «трьома недоброзичливими долями» (akuśalagati), де істотам не вистачає чеснот і вони переважно страждають. Як правило, ми як люди сприймаємо лише оточуючих нас тварин. Перші буддійські тексти згадують лише п'ять шляхів без розрізнення між шляхами деви та асури. Крім того, не всі тексти визнають світ асури. У Японії монахи Геншин навіть незрозумілим чином ставлять шлях людей нижче шляху асурів.
Світи представляють шість можливих шляхів життя різної якості, потрапляння в той чи інший світ залежить від діянь (карми) і стану свідомості на момент смерті.
Буддійська психологія розглядає шість світів не тільки як місця, куди потрапляють після смерті, але як і стан свідомості, мінливі протягом життя: насолода — світ богів; влада — світ асурів; пристрасне бажання — світ заборон; злість, ревнощі, заздрість, агресія — пекло; неосвіченість, постійне життя швидкоплинними потребами (невпорядкованість, голод) — тварини. Люди вирізняються можливістю ухвалювати рішення свідомо.
Елементи, що утворюють карму, складаються з тілесних, усних або психічних вольових актів. Ланцюг трансміграції через Трьох Отрут (ненависть, жадібність, невігластво), серед яких незнання (avidyā) завершальної істини (санскрит: paramārtha; китайська: zhēndì 真谛) або істинного закону (санскрит: saddharma, सद्धर्म, правильний закон); китайська: miàofǎ, 妙法, дивовижний закон), як правило, представлений як джерело перевтілення в трьох недоброзичливих долях (світах).
Одним з важливих положень буддизму є твердження про те, що «людське переродження отримати нелегко». Сенс цього твердження в тому, що істоти у всіх інших станах не здатні свідомо ухвалювати рішення і крутяться в сансарі в полоні своїх бажань і зовнішніх обставин. Навіть боги перебувають в постійній насолоді та, хоч і здатні на дії, які виведуть їх з кругообігу сансари, повністю захоплені задоволеннями. З цієї точки зору людське переродження дуже цінне.
При цьому всі світи пов'язані зі стражданнями різного роду, і, описуючи шість світів, буддійські автори в першу чергу звертають увагу на недоліки того чи іншого світу і ущербність сансари в цілому (див. Чотири Благородні Істини).
Різні школи буддизму описують шість світів з невеликими розбіжностями. Деякі школи ставлять асурів вище людей, а деякі — нижче.

У старійшій школі Тхераваді, описується 31 світ, який ділиться на 5 частин, що узгоджується зі словами Будди в Палійському Каноні:

Саріпутта, є ці п'ять частин. Які п'ять?
- ад,
- світ тварин,
- світ духів,
- людські істоти,
- боги.

## Світ богів
Світ богів (девів), який називається девалока — світ блаженства та гордості.
Поняття деви (боги) дещо відрізняється від прийнятого в римській або грецької міфології. Боги не є безсмертними, хоча існування в світі богів може тривати досить довго. Боги не є всемогутніми і як правило не є творцями (деміургами), боги не вирішують проблеми життя і смерті. Боги насолоджуються блаженством, в фольклорі описуються нескінченні бали, свята і прийоми в небесних палацах, музика і краса, якою вони оточені. Боги не позбавлені страждання, недоліком їх світу є нудьга, пересиченість і страх того, що їх божественне перебування скінчиться і їм доведеться повернутися в нижні світи. 
Мешканців девалокі ділять на богів
сфери чуттєвого, богів сфери форм і богів сфери відсутності форм (див. Три сфери), в кожній з цих сфер є багато місцеперебувань, які детально описані.

## Світ асурів
Світ асурів — світ демонів, напівбогів. Асури прагнуть до влади, боротьби, переробки світу, вони наповнені енергією дії, вони можуть харчуватися ревнощами і заздрістю. Це переродження виникає у тих, хто мав добрі наміри, але діяв неправильно і приносив шкоди іншим. Хоча іноді кажуть, що асури живуть краще ніж люди, вони нещасні, тому що заздрять богам.
Асурів називають також титанами, заздрісними богами, антибогами, демонами, демонами, що борються.

## Світ людей
Світ людей характеризується бажаннями, емоціями і сумнівами. Імовірність досягнення нірвани, становлення на шлях бодгісаттви чи можливість стати Буддою в світі людей найбільш висока, оскільки вважається, що в цьому світі нарівні можна пізнати як радощі, так і страждання, внаслідок чого можна найбільш повно аналізувати явища, що є необхідним в практиці. Тому народження в цьому світі вважається особливою удачею. 

## Світ тварин
Світ тварин (Тир'яг-йоні) асоціюється з фундаментальною неосвіченістю і зануреням в нагальні життєві потреби (холод, голод, невлаштованість) — тварини постійно страждають, живуть впроголодь і змушені весь час боротися за виживання.

## Світ претів
Світ претів (голодних духів) — преталока, пов'язаний з гострою спрагою, яку ніяк не можна наситити або задовольнити. Голодні духи не можуть насолодитися їжею або питвом, їх зображують як потворних істот з тонкою шиєю, через яку вони не можуть пропустити їжу. 

## Світ адських істот
Світ адських істот (нарака) називається наракалока — місце, де переважає злоба і ненависть. 
У буддійському поданні покарання в пеклі триває не вічно. Істоти перебувають там до тих пір, доки не очиститься їх негативна карма, а після цього вони перероджуються в більш високих реальностях. Виділяються вісім гарячих і вісім холодних адів, є ще й додаткові ади.